# Григорьева, Клавдия Яковлевна
Клавдия Яковлевна Григорьева (15 марта 1912 года, Псковская губерния — 4 октября 1962 года, Аугсткалне, Добельский район, Латвийская ССР) — доярка животноводческого совхоза «Аугсткалне» Министерства мясной и молочной промышленности СССР, Добельский район Латвийской ССР. Герой Социалистического Труда (1951).

## Биография
Родилась в 1912 году в бедной крестьянской семье в одном из сельских населённых пунктов Псковской губернии. В конце 1920-х годов вступила в местный колхоз. Во время немецкой оккупации Псковской области трудилась рабочей на одном из предприятий Литвы. После освобождения Литовской ССР трудилась в рыболовецкой артели. С 1946 года — доярка, бригадир животноводческого совхоза «Аугсткалнс» Елгавского уезда Латвийской ССР. В это же время вступила в ВКП(б).
Достигла высокого профессионализма в животноводстве. В 1950 году получила от закреплённой за ней группы в девять коров в среднем от каждой по 5562 килограмма молока. Указом Президиума Верховного Совета СССР от 3 ноября 1951 года удостоена звания Героя Социалистического Труда «за достижение высоких показателей в животноводстве в 1950 году при выполнении совхозом плана сдачи государству сельскохозяйственных продуктов и за выполнение и перевыполнение годового плана прироста поголовья по каждому виду продуктивного скота и птицы» с вручением ордена Ленина и золотой медали Серп и Молот.
В последующие годы трудилась бригадиром молочно-товарной фермы в этом же совхозе.
В 1960 году избиралась делегатом XVII съезда Компартии Латвии.
После выхода на пенсию проживала в селе Аугсткалне, где скончалась в октябре 1962 года.
Награды и звания
- Герой Социалистического Труда
- Орден Ленина
- Орден Трудового Красного Знамени (20.07.1950)